# والنوت غروف (جورجيا)
والنوت غروف (بالإنجليزية: Walnut Grove, Georgia)‏ هي بلدة تقع في مقاطعة والتون، جورجيا بولاية جورجيا في الولايات المتحدة. تبلغ مساحتها 3.9 (كم²)، وترتفع عن سطح البحر 281 م، بلغ عدد سكانها 1241 نسمة في عام 2000 حسب إحصاء مكتب تعداد الولايات المتحدة وتصل الكثافة السكانية فيها 318.2 نسمة/كم2.

## وصلات خارجية
- The US50 - Cities and Towns in Georgia State
- Georgia Cities and Towns, Facts, Map, Flag, Colleges, Government, and More